# Tom Barry
Thomas Barry, geboren Hal Donahue (* 31. Juli 1885 in Kansas City, Missouri; † 7. November 1931 in Los Angeles, Kalifornien) war ein US-amerikanischer Drehbuchautor, der bei der Oscarverleihung im April 1930 für zwei Oscars nominiert war.

## Leben
Barry begann 1912 als Drehbuchautor bei der Produktion von Stummfilmen und war erstmals bei The Kid and the Sleuth von Thomas H. Ince an der Erstellung eines Films beteiligt und spielte in diesem Film auch die Rolle des „Red Gallagher“. In den folgenden knapp 20 Jahren wirkte er bei rund einem Dutzend Filmen mit. Seinen größten Erfolg hatte er bei der Oscarverleihung im April 1930, als er gleich mit zwei Filmen für einen Oscar in der Kategorie bestes adaptiertes Drehbuch nominiert war und zwar zum einen für den Western In Old Arizona (1928) von Irving Cummings, zum anderen für das Filmdrama The Valiant (1929) von William K. Howard.
Der 1938 entstandene Film My Bill von John Farrow entstand nach seinem Theaterstück Courage.